# Pharaphodius musculus
Pharaphodius musculus är en skalbaggsart som beskrevs av Rudolph Petrovitz 1969. Pharaphodius musculus ingår i släktet Pharaphodius och familjen Aphodiidae. Inga underarter finns listade i Catalogue of Life.